# Limonium emarginatum
Limonium emarginatum är en triftväxtart som först beskrevs av Carl Ludwig von Willdenow, och fick sitt nu gällande namn av Carl Ernst Otto Kuntze. Limonium emarginatum ingår i släktet rispar, och familjen triftväxter. Inga underarter finns listade i Catalogue of Life.

## Bildgalleri

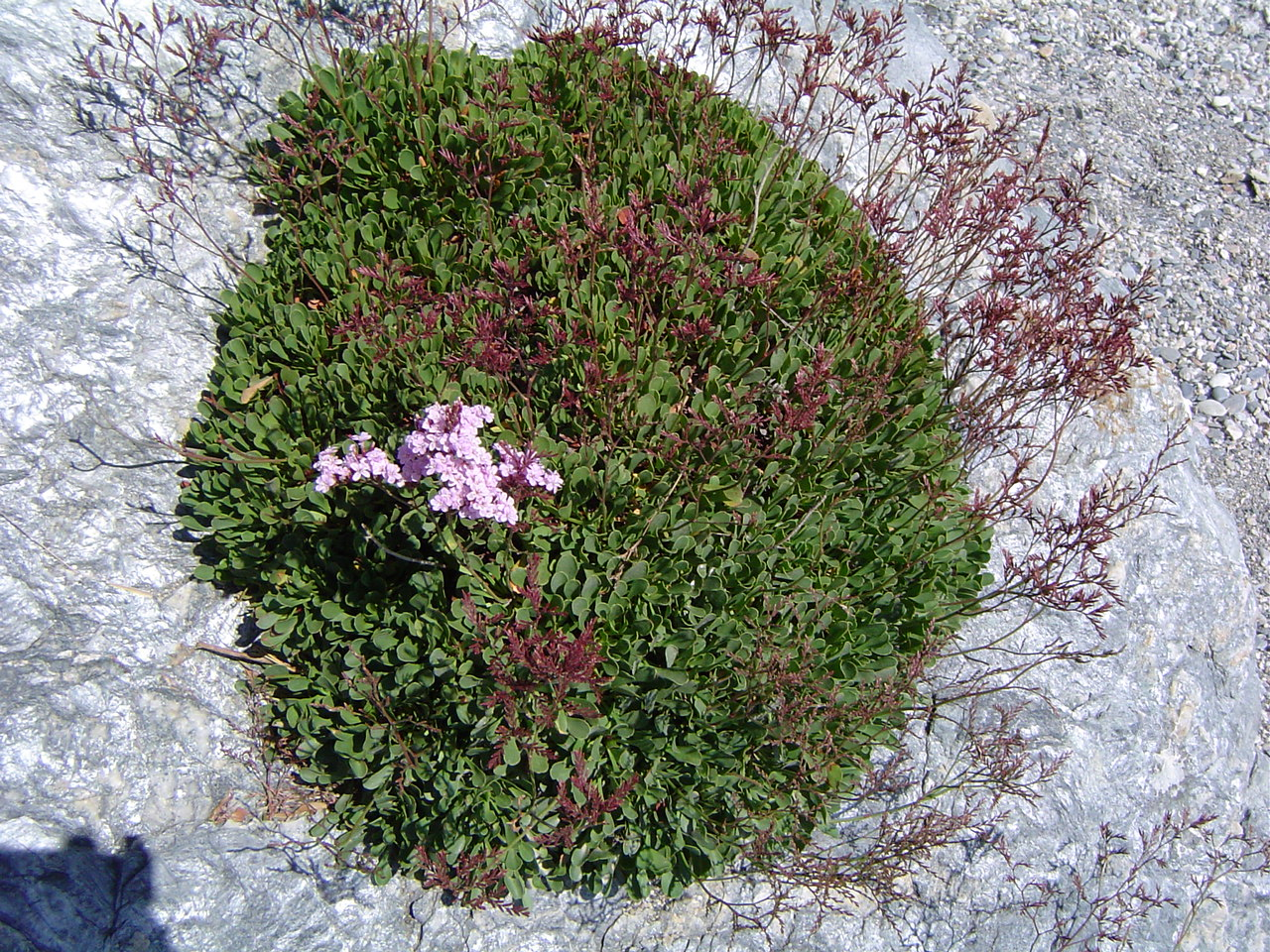
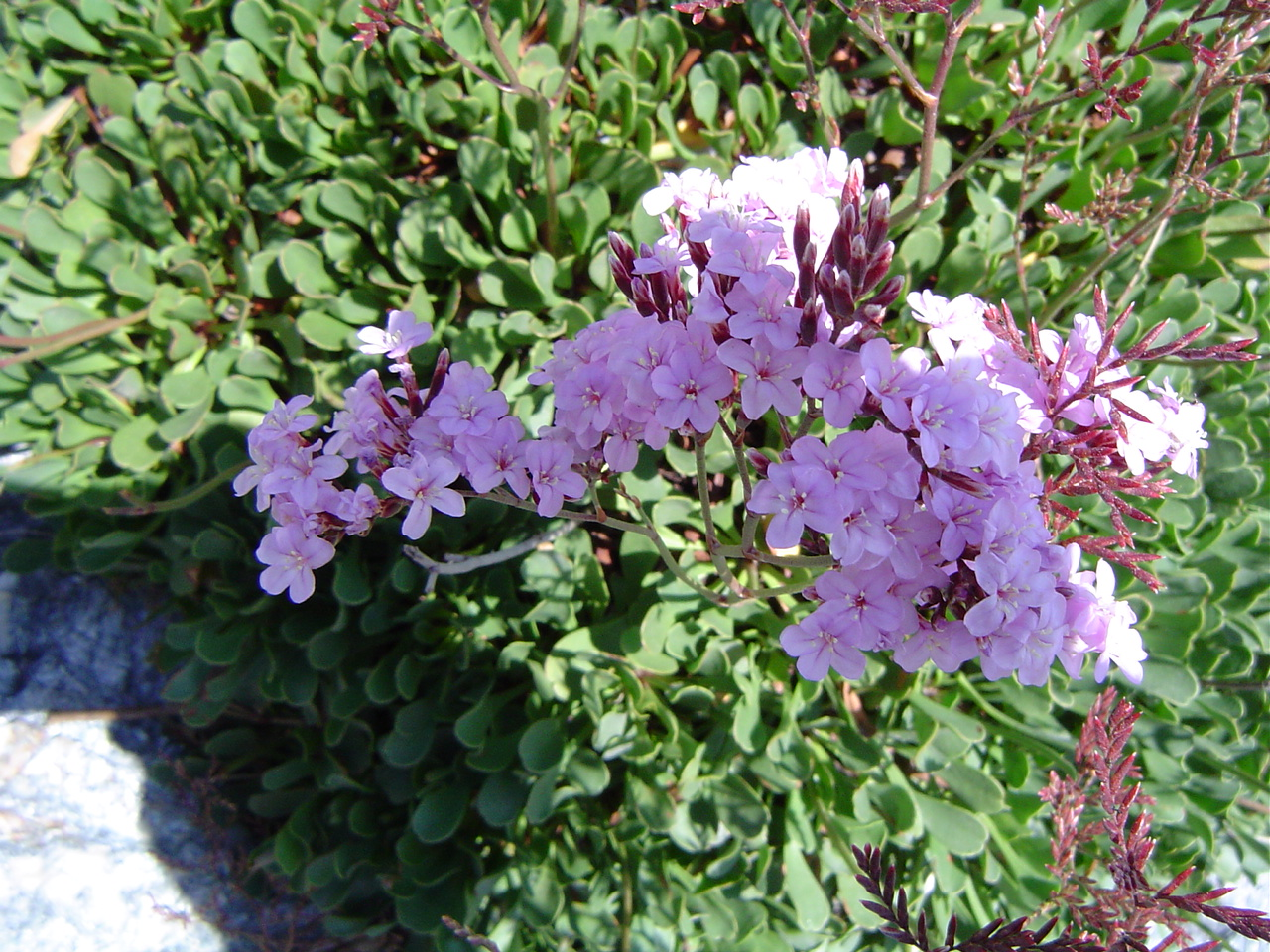
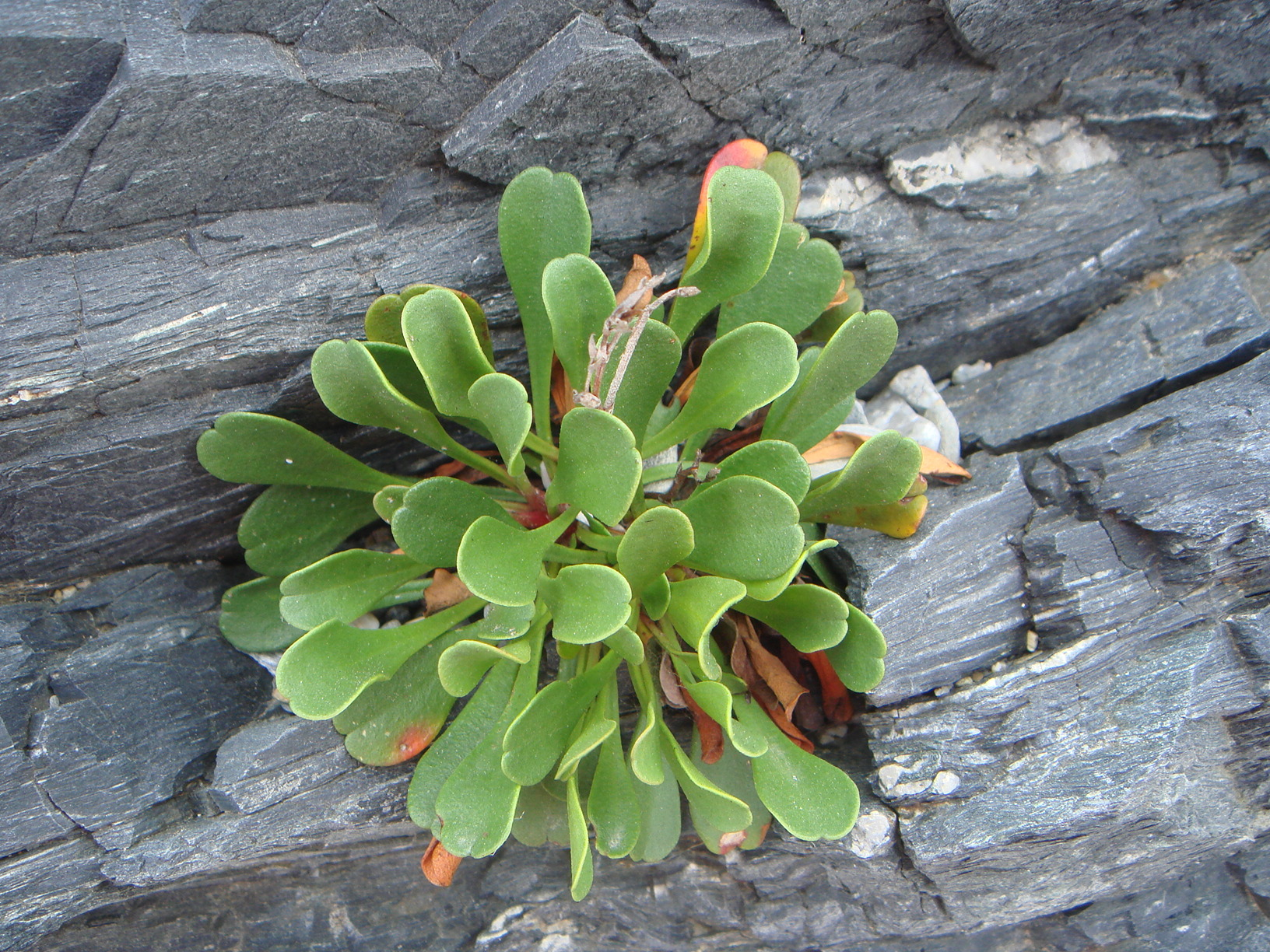
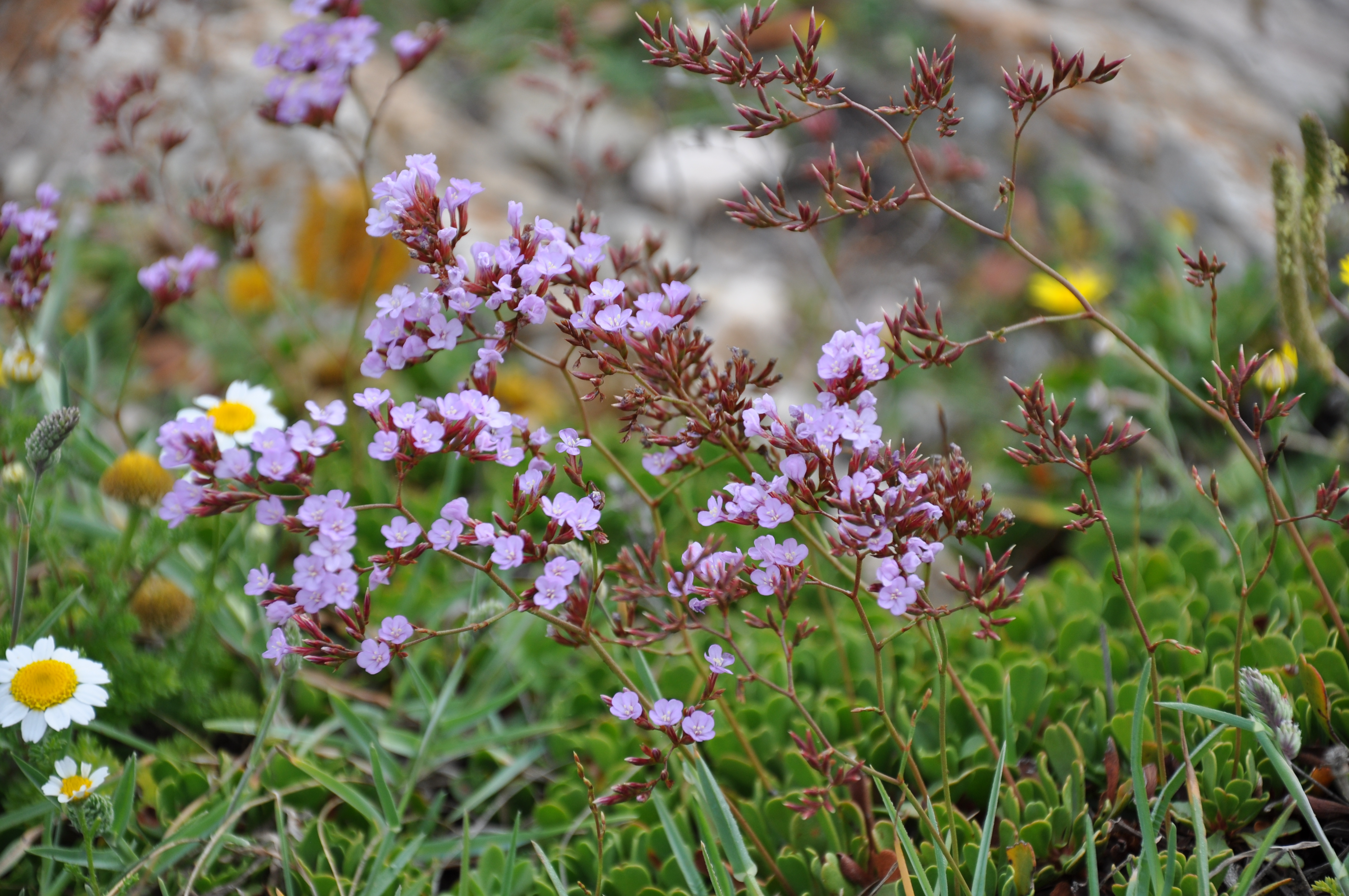
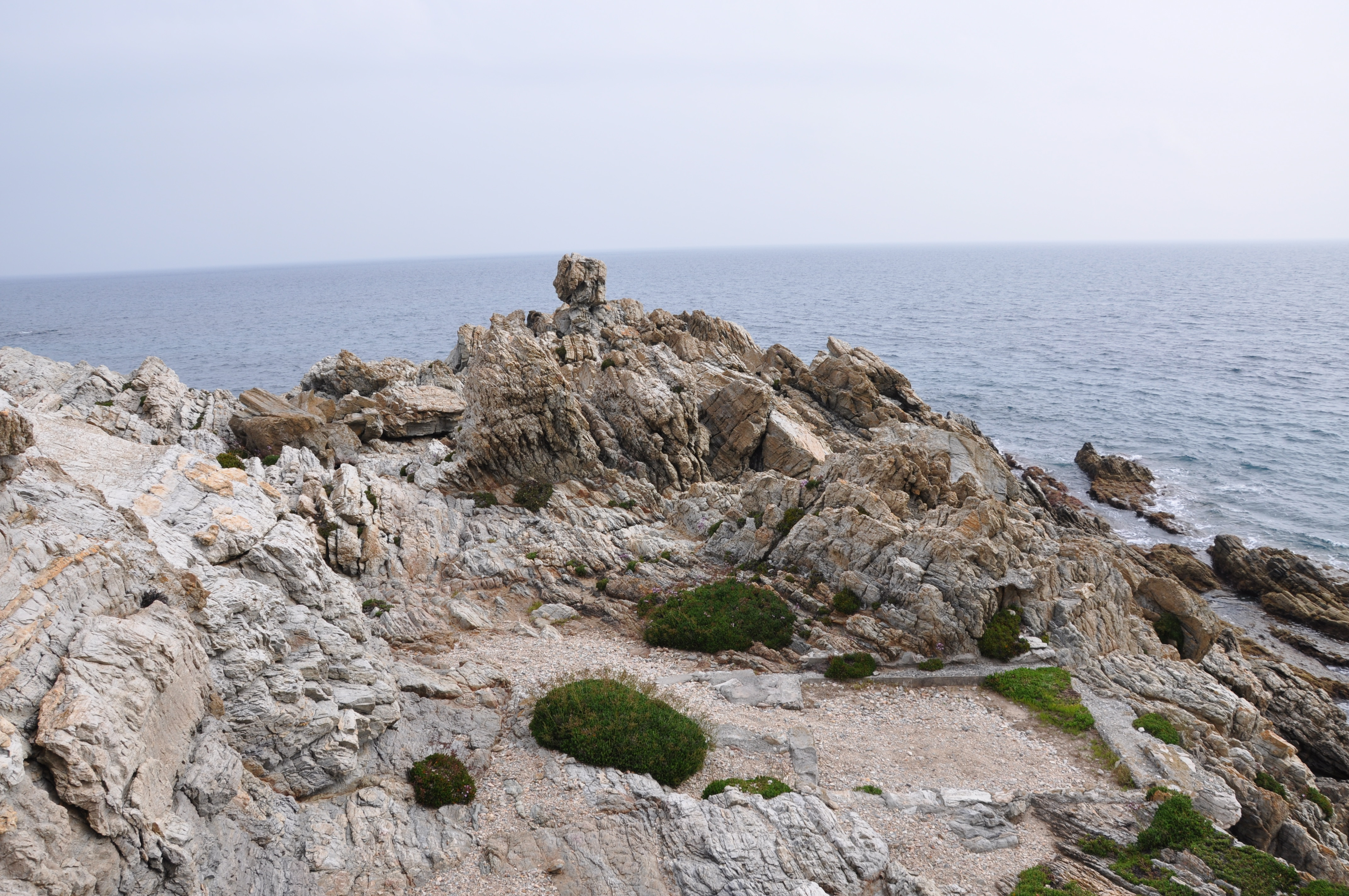
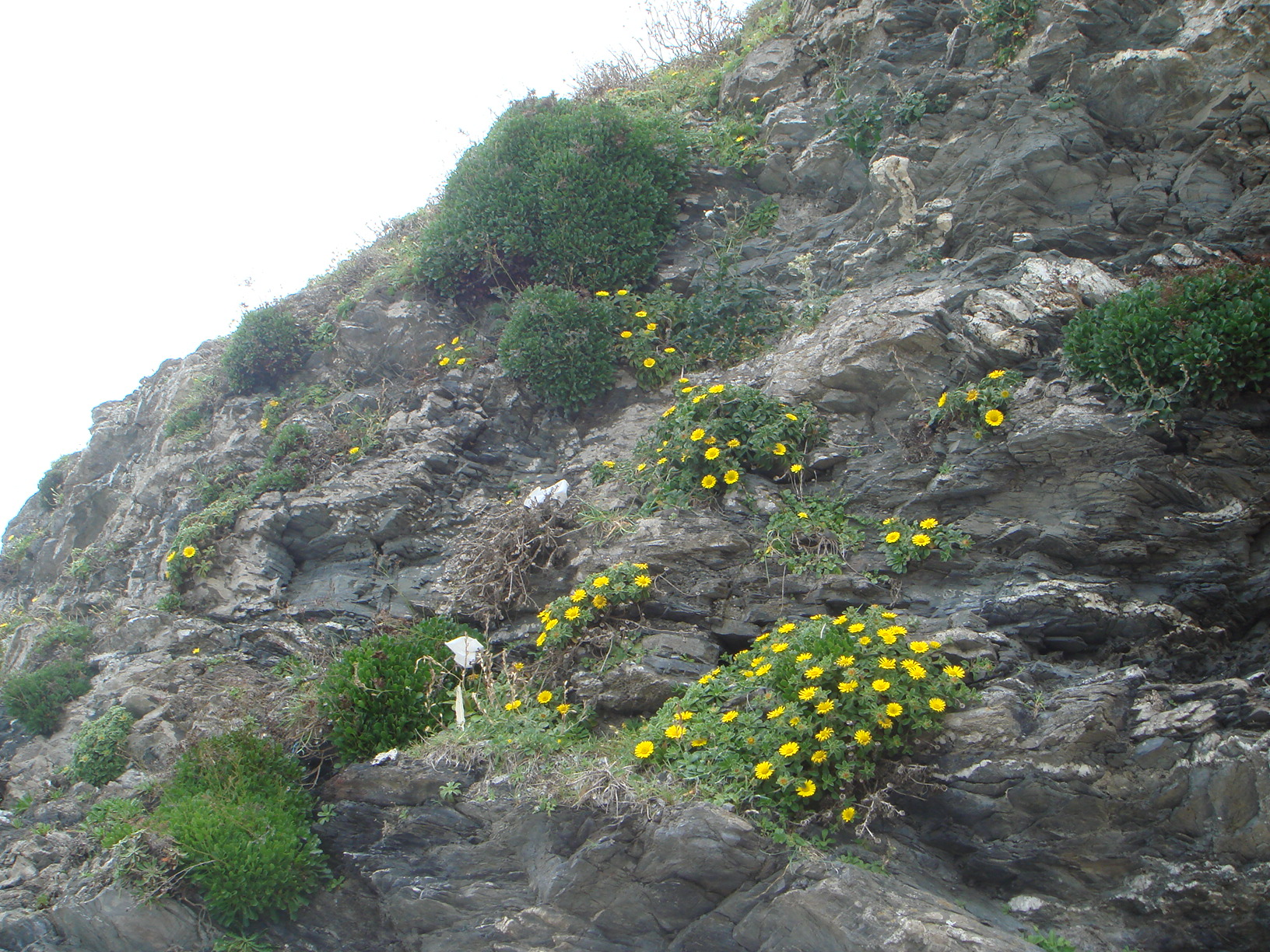